# Ordine militare di Cristo
L'Ordine militare di Cristo (nome completo Ordine militare dei cavalieri di Nostro Signore Gesù Cristo) è un'onorificenza portoghese creata dall'estinto Ordine del Cristo (1834).
Il gran maestro dell'Ordine è, come per le altre onorificenze portoghesi, il presidente della Repubblica.

## Classi
L'Ordine dispone delle seguenti classi di benemerenza a dei post nominali qui indicati tra parentesi:
- Gran croce (GCC)
- Grand'ufficiale (GOC)
- Commendatore (ComC)
- Ufficiale (OC)
- Cavaliere  (CvC) - Dama (DmC)

| Nastri     |                 |              |           |           |
| Gran croce | Grand'ufficiale | Commendatore | Ufficiale | Cavaliere |

Fra il 1919 e il 2017 sono stati registrati nell'Ordine circa 7.400 membri, di cui 3.000 circa di nazionalità portoghese e 3.800 circa stranieri.

## Insegne
- Il nastro è di seta rosso.